# Monika Schmutz Kirgöz

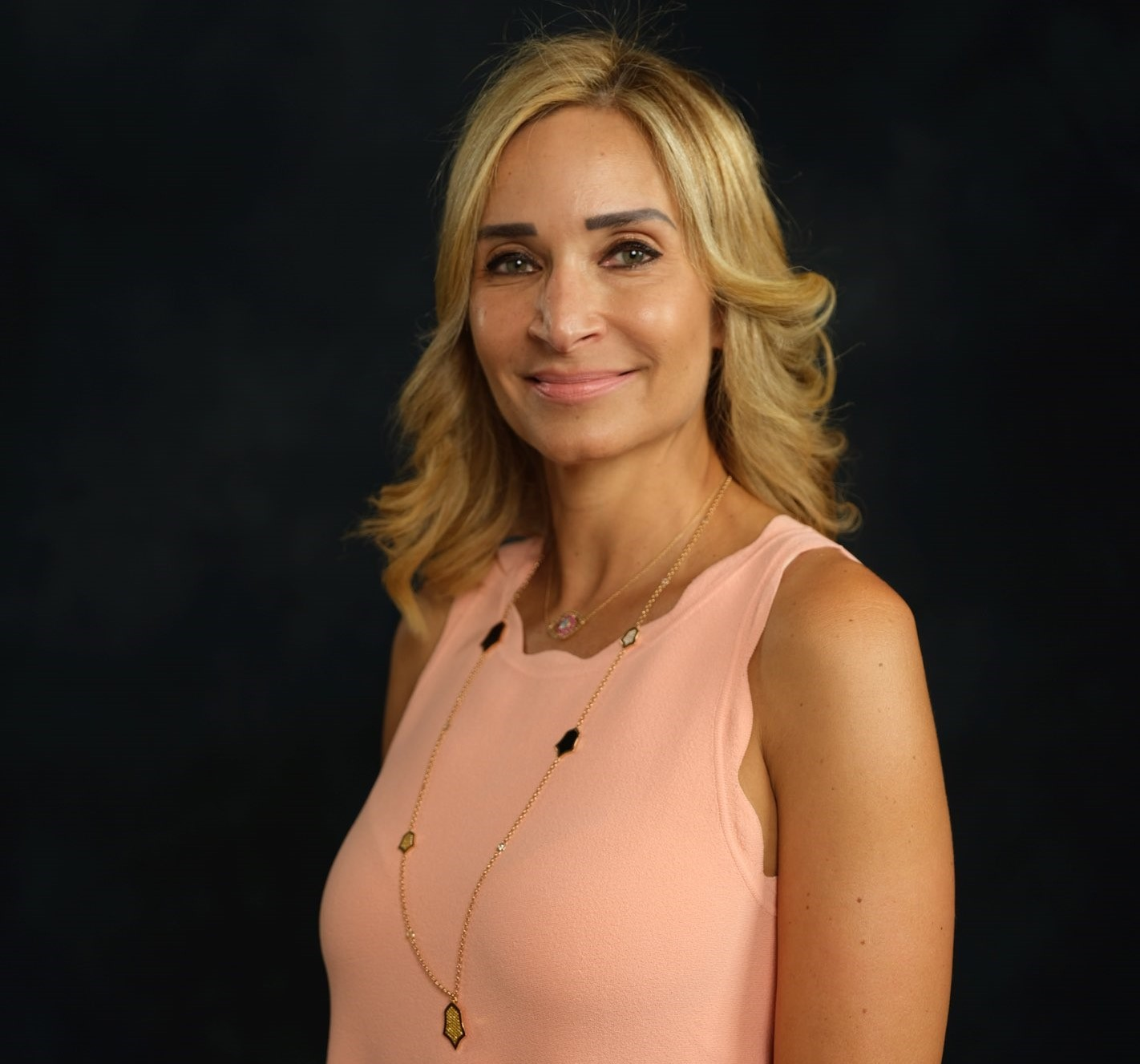
Monika Schmutz Kirgöz (2020)

Monika Schmutz Kirgöz, zuvor Monika Schmutz Cattaneo (* 1968 in Basel; heimatberechtigt in Basel und Chiasso) ist eine Schweizer Diplomatin, die sich im Laufe ihrer Karriere auf den nahöstlichen Kontext spezialisiert hat. 

## Leben
Nach ihrer Matur am Gymnasium Muttenz studierte Monika Schmutz Politologie und Soziologie an der Universität Lausanne und absolvierte danach das Nachdiplomstudium für Entwicklungsländer (NADEL) an der Eidgenössischen Technischen Hochschule ETH Zürich. Dieses war kombiniert mit einem einjährigen Arbeitsaufenthalt in Malang (Indonesien).
Von 1994 bis 1996 war sie Informationsbeauftragte der Max Havelaar-Stiftung (Schweiz), die damals ihren Sitz in Basel hatte. Am 1. Mai 1996 trat sie in den Dienst des Eidgenössischen Departements für auswärtige Angelegenheiten (EDA) ein. Sie wurde daraufhin in Bern (Funktion: Pressesprecherin des EDA), Ankara (2000–2004) und Rom (Leiterin der Wirtschaftsabteilung) eingesetzt.
Ab September 2007 war sie Stellvertreterin des Missionschefs der Schweizerischen Botschaft in Tel-Aviv (Israel). Im September 2011 wurde sie Schweizer Generalkonsulin in Istanbul (Türkei). In dieser Zeit initiierte sie, vor dem Hintergrund der Bedrohung kurdischer Frauen durch Ehrenmorde, das erste Frauenhaus in Diyarbakir.
Von August 2017 bis Mitte 2021 war Monika Schmutz Botschafterin der Schweiz im Libanon mit Dienstsitz und Residenz in Beirut. Durch die Druckwelle der Explosionskatastrophe im Hafen von Beirut im August 2020 wurde die Schweizer Botschaft stark beschädigt, Monika Schmutz wurde dabei leicht verletzt. Ihre Nachfolgerin im Libanon wurde Marion Weichelt Krupski.
Von 2021 bis 2024 war sie die Schweizer Botschafterin in Italien, Malta und San Marino, mit Sitz in Rom. 2023 wurde ihr in Italien der Preis «Premio Gazzetta Diplomatica Giovanni Jannuzzi» verliehen, der den besten Botschafter bzw. die beste Botschafterin im Land würdigt. Nachfolger auf Anfang 2025 als Schweizer Botschafter in Italien wurde Roberto Balzaretti.
Seit 2025 leitet sie als Botschafterin die Abteilung Mittlerer Osten und Nordafrika (MENA) im EDA.
Monika Schmutz ist mit dem türkischen Ökonomen Yıldırım Kırgöz verheiratet. Sie hat zwei Söhne.